# Mesoraphidia luzzii
Mesoraphidia luzzii là một loài côn trùng trong họ Mesoraphidiidae thuộc bộ Raphidioptera. Loài này được Grimaldi miêu tả năm 2000.